# Latte & i Suoi Derivati
Latte & i Suoi Derivati (LSD) è un complesso rock demenziale italiano formatosi all'inizio degli anni novanta a Roma, con i due comici Lillo & Greg come frontmen, su impulso del batterista Paolo Di Orazio.

## Storia
Collaboratori in una casa editrice di fumetti per ragazzi (la ACME di Roma), Greg (fumettista) e Paolo Di Orazio (coordinatore di testate) decidono di formare una band di canzoni parodistiche. L'editore Francesco Coniglio accorpa ai due Lillo (fumettista), incaricandoli di gettare le basi per un progetto a fumetti demenziali. I primi lavori sulla testata vengono interrotti dalla chiusura della casa editrice. I materiali raccolti già possiedono in nuce le caratteristiche della futura band. Lillo, Greg e Paolo, disoccupati, trasportano gli appunti di lavoro in sala prove, coinvolgendo altri colleghi fumettisti, tra i quali il celebre Passepartout (al pianoforte). Dopo alcune indecisioni ed un periodo di caotiche prove in cantina, il gruppo esordisce il 25 febbraio 1992 al Classico Village di Roma, in occasione del festival di musica demenziale Ugola d'oro, vincendo sia il premio della critica sia quello del pubblico.
La band si esibisce in trio: Lillo è tra il pubblico e salirà in un secondo momento. Dopo qualche settimana, il gruppo entra in sala per registrare il primo blocco di provini; lo studio è il Diapason di Roma. Con una manciata di brani su cassetta, la band inizia a proporsi ai vari club della città. L'apprezzamento crescente del pubblico si propaga in velocità, e presto sono i locali a proporsi ai Latte, che hanno intanto assoldato il chitarrista storico Fabio Taddeo. L'incontro con il produttore manager Renato Venturiero è significativo per avviare un percorso professionale. Successivamente vi è un altro giro di provini per un demo più ricco ed elaborato presso gli studi Grop, dove, nella veste di fonico, troviamo Enrico Cosimi, già compagno (al basso elettrico) di Paolo Di Orazio nel trio proto-punk capitolino Uniplux e pronto a entrare nella formazione.
L'anno successivo Latte & i Suoi Derivati partecipano come ospiti alla 4ª edizione del Festival di Sanscemo, eseguendo in playback uno dei loro brani più celebri, Alla fiera der Tufello.
Durante tutta la prima stagione dei concerti, specialmente quelli tenuti al Classico, il gruppo divide il palco con il poeta-sassofonista-cabarettista Nico Ladispoli. Dopo una memorabile tripla partecipazione al cabaret televisivo di Saluti e baci de Il Bagaglino, il gruppo intraprende una fitta attività concertistica, che lo porterà, tra l'altro, ad esibirsi per ben due volte all'interno della casa circondariale di Rebibbia. Il gruppo continua poi ad esibirsi in vari locali di Roma e dintorni, nel Lazio e nel Centro-Sud, riscuotendo un successo ed una notorietà sempre crescenti, e guadagnandosi poco a poco un pubblico fedele e numericamente significativo (15.000 paganti in una serata al Testaccio Village).
Nel 1995-1996, la formazione si fonde con la Compagnia Attori e Tecnici di Attilio Corsini e partecipa a due stagioni di repliche della commedia musicale 57 Quaranta 170 (06 per chi chiama da fuori Roma), andata in scena al Teatro Vittoria di Roma, per la firma di Attilio Corsini (sotto lo pseudonimo Michael Doodley); un buon successo di pubblico e la benevolenza della critica proiettano il gruppo in un giro di concerti per tutto il Centro Italia. Nello stesso periodo c'è la partecipazione al Concerto del Primo Maggio di Porta San Giovanni a Roma: di fronte a 350.000 persone Latte & i Suoi Derivati eseguono una versione di Ginoska. Successivamente, il gruppo partecipa ad una sfortunata edizione di Sanremo Giovani 1996 con la medesima canzone, venendo eliminati. Dopo la partecipazione alla trasmissione calcistica Galagoal vi sarà un distacco reale tra i due cantanti ed i quattro musicisti (non a caso, in seguito, Lillo & Greg intraprenderanno una carriera solista).
Il 2010 vede l'esibizione di Latte & i Suoi Derivati al Teatro Olimpico di Roma nel concerto Shine a latte - World tour, definito ironicamente "il primo concerto in 2D". Il quartetto storico (Lillo & Greg, Paolo Di Orazio, Fabio Taddeo) è accompagnato da altri musicisti, tra cui una sezione di fiati. Dopo qualche data estiva, il 5 settembre suonano nella suggestiva cornice del Teatro di Ostia Antica.

## Formazione
Secondo il sito ufficiale di Lillo & Greg la formazione attuale di Latte & I Suoi Derivati è la seguente:
- "Greg" Claudio Gregori: voce e chitarra
- "Lillo" Pasquale Petrolo: voce
- Fabio Taddeo: chitarra
- Paolo Di Orazio: batteria e avatar
- Ingo Marco Schwarz: basso
- Marco Turriziani: tastiere e chitarra acustica
- Attilio Di Giovanni: piano e tastiere

Il nucleo storico del gruppo era il seguente:
- "Greg" Claudio Gregori: voce
- "Lillo" Pasquale Petrolo: voce
- Enrico "The Teacher" Cosimi: hammond, theremin, tastiere, cori e cartelli
- Fabio "The Faboulous" Taddeo: hot southern guitar
- Paolo "Rocky Horror Picture Show" Di Orazio: batteria
- Adriano Bartoli: basso (defezionario dopo il primo anno di attività)

Ad eccezione di Bartoli, questa formazione è rimasta operativa dal 1992 al 1997, periodo di maggior successo del gruppo, ed è pertanto da considerarsi la formazione originale del gruppo, come del resto evidenziato nelle note di copertina dei primi tre album.
Altri musicisti che hanno fatto parte dei Latte & i Suoi Derivati o che hanno collaborato con loro sono:
- Fernando Pantini: chitarra
- Diego Calcagno: tastiere
- Claudio Passavanti: tastiere
- Paolo Ginko Graziani: basso
- Mimmo Catanzariti: basso
- Marco Campanari: basso
- Emanuele "Big Mouth" Brignola: basso
- Emiliano Begni: tastiere

## Discografia

### Album in studio
- 1994 – Greatest Hits
- 1996 – 57 Quaranta 170 (06 per chi chiama da fuori Roma)
- 1996 – 22 celebri motivi... per sognare
- 1997 – Sei sicuro che era solamente tabacco?
- 1998 – Noi e gli animali

### Raccolte
- 2003 – Prima compilation
- 2003 – Seconda compilation
- 2003 – Latte & i Suoi Derivati